# Ціна Ритму
«Ціна́ Ри́тму» — український пост хіп-хоп колектив. Актуальний звук із «металевим» присмаком та технічна естетика . Переосмислення бачення світу відповідно до обставин сьогодення.  

## Історія

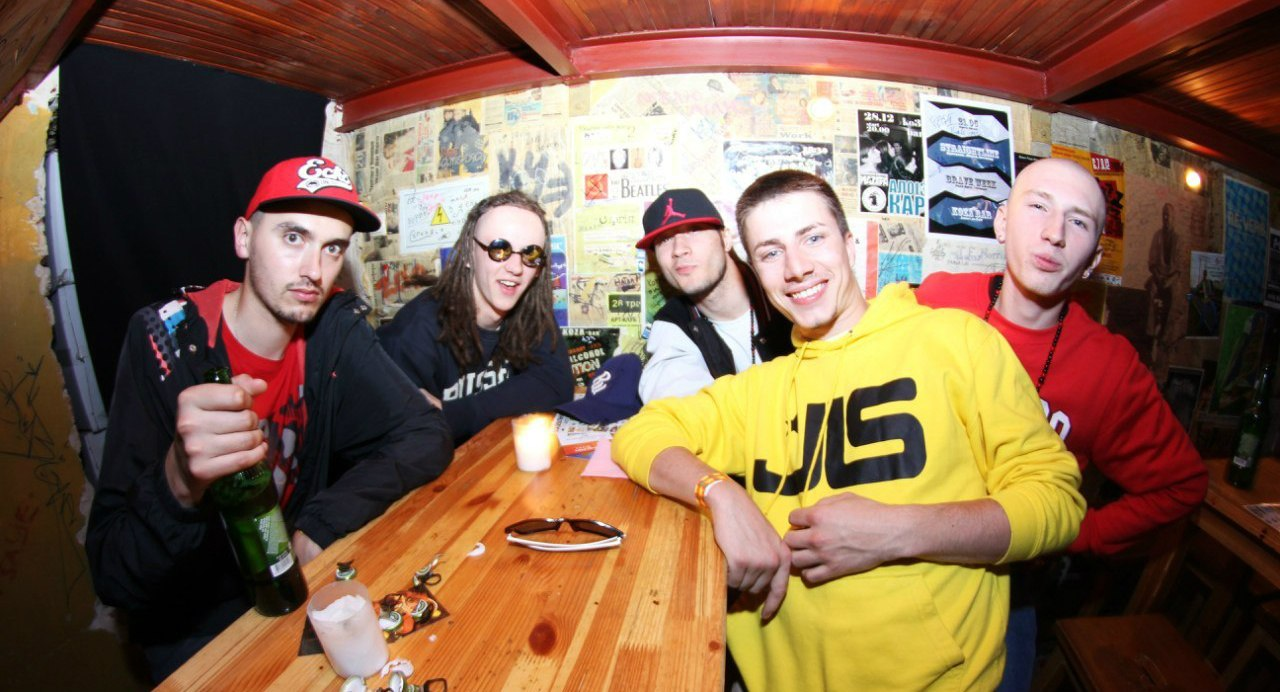
Ціна Ритму

Перший склад команди був заснований в 2010-му році симбіозом двох команд з Калуша та Львова. 
Матеріалом, що дав початок розвитку «Ціни Ритму» став реліз від Довгого Пса та Дивного Джонні, який мав назву «Дивний Пес та Довгий Джонні» (2011), а дебютним альбомом, уже повноцінного складу гурту того періоду, став реліз «СтарYO!», який вийшов у вересні 2013-го року.
Влітку 2015-го, для покращення активності гурту, Джонні Дивний переїжджає до Рівного, де на той момент проживає Довгий Пес. А в серпні, після спільної участі у проєкті «#колоритму», приєднується третій учасник — Аппекс, після чого музиканти починають роботу над першою спільною повноцінною платівкою «Точка Неповернення» (2016). Через рік гурт випускає дебютний кліп на композицію «Любив», що стала одним з головних треків альбому.
Того ж року трек «Брудний саунд» було використано як саундрек до фільму «Правило бою».
У 2018 році виходить декілька відеоробіт від кожного з учасників гурту та ряд сольників від Довгого Пса («Соціальний алкоголік») та Джонні Дивного («Повний абзац», спільно з бітмейкером гурту - Wootabi.), а вже весною 2019-го світ побачив кліп «MVP», що став промо в підтримку нового матеріалу команди. В слід за кліпом гурт потішив своїх фанатів новим повноформатним альбомом "Вічний Двигун", робота над яким тривала декілька років паралельно з іншими проєктами бенду.
Того ж року учасники гурту переїжджають до Львова.
Тоді ж Довгий Пес, спільно з одеським бітмейкером Original Dizzy, випускає міні-альбом під назвою «10 хвилин на березі моря». Матеріал було записано на одеській студії звукозапису «PRO DJ». Декілька днів відпочинку на морі стали чудовою причиною співпраці MC та бітмейкера.
Також наприкінці 2019-го року Аппекс спільно зі штатним бітмейкером команди Wootabi випускає сольну платівку "Служи собі", на якій можна почути композицію під назвою "Двіжло" зроблену спільно з учасниками гурту.
А вже в лютому 2020-го Довгий Пес випускає свій новий сольний альбом "#олскул". 
В травні того ж року склад гурту поповнив ще один учасник - львівський бітмейкер JointJay, який дебютував у складі гурту сольним інструментальним альбомом «From Everywhere». 
Крім того, весною вийшов EP "Випадок" у виконанні Аппекса, а наприкінці року (23 жовтня) вийшов його повноформатний альбом "ЮННАТ", який тиражувався виключно на фізичних носіях.  
Між цим виходять нові сингли від учасників формації а 5 вересня 2023 року виходить сольний міні-альбом "ФАРТЛЕК" від Джонні Дивного, на якому можна почути репрезент від "Ціни Ритму" під назвою "Лого Заводу". 
Після тривалого затишшя, 7 червня 2024-го року гурт випускає кліп на пісню "Нікуди не йшли", синопсис якого посилається на рядки з попереднього альбому "Вічний Двигун". 
Переможці фестивалів, батлів, активні учасники дійств у хіп-хоп середовищі. 
Зараз[коли?] хлопці працюють над новим матеріалом.

## #Колоритму
2015 створено серію сайферів, де учасники самі, або при участі інших виконавців наживо діляться куплетами та передають атмосферу локації.

## Дискографія
| Виконавець                    | Назва                      | Формат  | Рік  |
| ----------------------------- | -------------------------- | ------- | ---- |
| Довгий Пес та Дивний Джонні   | Дивний Пес і Довгий Джонні | EP      | 2011 |
| Довгий Пес                    | Добро                      | EP      | 2013 |
| Довгий Пес та Dachy           | Класика                    | EP      | 2013 |
| Ціна Ритму                    | СтарYO!                    | EP      | 2013 |
| Tru Myself & Hokku            | Full House                 | MixTape | 2013 |
| Зомбо і Довгий Пес            | Стереовбивці               | EP      | 2014 |
| Довгий Пес та MuromBeatz      | 7                          | EP      | 2014 |
| Перо / Довгий Пес             | 12-15                      | MixTape | 2015 |
| Ціна Ритму                    | Точка Неповернення         | LP      | 2016 |
| Довгий Пес & DJ Shon          | Chill on da Spot           | EP      | 2017 |
| Довгий Пес                    | #СОЦІАЛЬНИЙАЛКОГОЛІК       | LP      | 2018 |
| [[Джонні Дивний]] \| Wootabi. | Повний абзац               | LP      | 2018 |
| Довгий Пес та Original Dizzy  | 10 хвилин на березі моря   | EP      | 2019 |
| Ціна Ритму                    | Вічний Двигун              | EP      | 2019 |
| Аппекс та Wootabi             | Служи Собі                 | LP      | 2019 |
| Довгий Пес                    | #олскул                    | LP      | 2020 |
| Аппекс                        | Випадок                    | EP      | 2020 |
| Аппекс                        | ЮННАТ                      | LP      | 2020 |
| Аппекс                        | Внутрішня Волинь           | LP      | 2022 |